# The Gores Group
The Gores Group est un  fonds d'investissement américain. Il investit dans le secteur des technologies de l'information et de la communication.
En France, il est connu pour être devenu actionnaire majoritaire de Sagem Communications en 2008.